# Bruce Flick
Charles Bruce Flick (* 17. August 1933 in Newtown, New South Wales; † 26. Oktober 2021) war ein australischer Basketballspieler.

## Biografie
Bruce Flick erlernte das Basketball als Schüler an der North Newtown Intermediate Boys High School. Er spielte später für die Mannschaft Camperdown Playground in der Stadtliga Sydneys sowie dann für die Mannschaft des Newtown Police Boys Club.
Er nahm mit der australischen Nationalmannschaft an den Olympischen Sommerspielen 1956 in Melbourne teil. Flick stammte aus New South Wales und wurde dort 2011 in die Basketball Hall of Fame aufgenommen. Mit der Auswahlmannschaft des Bundesstaates New South Wales nahm er in den 1950er und 1960er Jahren sieben Mal an der australischen Meisterschaft teil. 1962 war er Spielführer der Auswahl des Bundesstaates.